# Sky Airline Perú
SKY Airline Perú (IATA: H8, OACI: SKX, Indicativo: SKY PERÚ), conocida como SKY Perú o simplemente SKY, es la filial peruana de la aerolínea de bajo costo chilena SKY Airline. Su HUB se encuentra dentro del Aeropuerto Internacional Jorge Chávez, en la ciudad de Lima.
Inicio sus operaciones en abril de 2019 como respuesta a la expansión proyectada en Latinoamérica por parte de Sky Airline. Las operaciones en Perú tuvieron un éxito mayor al proyectado por la aerolínea, lo que la llevó a incorporar más aviones de los originalmente proyectados.  Actualmente es la segunda mayor aerolínea operativa en Perú y la tercera en cuanto a movimiento internacional. 
De acuerdo a Flightradar24, SKY tiene radicados en el país andino nueve Airbus A320neo (CC-AZI, -AZL, -AZS, -AZT, -AZU, -AZV, -DBD, – DBF, - DBJ) en Lima para operaciones nacionales e internacionales. Su par en Chile opera con diecisiete A320neo y tres A321neo.

## Destinos
| Destinos                 | Código IATA de aeropuerto | Aeropuertos                                                      | Aeropuerto de salida |
| Destinos nacionales      | Destinos nacionales       | Destinos nacionales                                              | Destinos nacionales  |
| ------------------------ | ------------------------- | ---------------------------------------------------------------- | -------------------- |
| Perú                     |                           |                                                                  |                      |
| Arequipa                 | AQP                       | Aeropuerto Internacional Rodríguez Ballón                        | LIM                  |
| Ayacucho                 | AYP                       | Aeropuerto Coronel FAP Alfredo Mendivil Duarte                   | LIM                  |
| Cuzco                    | CUZ                       | Aeropuerto Internacional Alejandro Velasco Astete                | LIM                  |
| Iquitos                  | IQT                       | Aeropuerto Internacional Coronel FAP Francisco Secada Vignetta   | LIM                  |
| Jauja                    | JAU                       | Aeropuerto Francisco Carlé                                       | LIM                  |
| Juliaca                  | JUL                       | Aeropuerto Internacional Inca Manco Cápac                        | LIM                  |
| Lima                     | LIM                       | Aeropuerto Internacional Jorge Chávez                            | HUB                  |
| Piura                    | PIU                       | Aeropuerto Internacional Capitán FAP Guillermo Concha Iberico    | LIM                  |
| Pucallpa                 | PCL                       | Aeropuerto Internacional Capitán FAP David Abensur Rengifo       | LIM                  |
| Tarapoto                 | TPP                       | Aeropuerto Comandante FAP Guillermo del Castillo Paredes         | LIM                  |
| Trujillo                 | TRU                       | Aeropuerto Internacional Capitán FAP Carlos Martínez de Pinillos | LIM                  |
| Tumbes                   | TBP                       | Aeropuerto Capitán FAP Pedro Canga Rodríguez                     | LIM                  |
| Destinos internacionales |                           |                                                                  |                      |
| Brasil                   |                           |                                                                  |                      |
| Florianópolis            | FLN                       | Aeropuerto Internacional Hercílio Luz                            | LIM (vía MVD)        |
| Chile                    |                           |                                                                  |                      |
| Santiago                 | SCL                       | Aeropuerto Internacional Arturo Merino Benítez                   | LIM                  |
| Argentina                |                           |                                                                  |                      |
| Buenos Aires             | EZE                       | Aeropuerto Internacional Ministro Pistarini                      | LIM                  |
| Estados Unidos           |                           |                                                                  |                      |
| Miami                    | MIA                       | Aeropuerto Internacional de Miami                                | LIM                  |
| México                   |                           |                                                                  |                      |
| Cancún                   | CUN                       | Aeropuerto Internacional de Cancún                               | LIM                  |
| República Dominicana     |                           |                                                                  |                      |
| Punta Cana               | PUJ                       | Aeropuerto Internacional de Punta Cana                           | LIM                  |
| Uruguay                  |                           |                                                                  |                      |
| Montevideo               | MVD                       | Aeropuerto Internacional de Carrasco                             | LIM                  |

## Flota
A fecha de junio de 2022, la flota de la filial peruana de SKY se compone exclusivamente de Airbus A320neo que van alternándose periódicamente con la flota de SKY Airline Chile.
Todos los Airbus A320neo de SKY Perú están equipados con 186 asientos pre-reclinados de fabricación alemana marca ZIM, cada asiento además posee un conector USB con carga rápida para los dispositivos compatibles. Estos asientos serán reemplazados paulatinamente por asientos reclinables, con soporte para teléfono y enchufe internacional con conector USB, esto fue anunciado junto con la nueva ruta Lima - Cancún, ya que estos nuevos interiores presentan más comodidad para el pasajero en vuelos de mayor duración.

## Accidentes e incidentes
- El 26 de marzo de 2021 a las 19:55 hora local, el vuelo SKX5142 operado por SKY Airline Perú un Airbus A320neo matrícula CC-AZE tuvo  pérdida progresiva del fluido del Sistema Hidráulico Principal durante la fase de ascenso después de haber despegado desde el Aeropuerto Internacional Alfredo Rodríguez Ballón de Arequipa con destino hacia el  Aeropuerto Internacional Jorge Chávez de Lima. Durante el descenso a Lima, la tripulación comunicó la falla solicitando prioridad para la aproximación y necesidad de ser remolcados hasta la posición de estacionamiento. Los pasajeros y tripulación no sufriferon lesiones y se estableció como causa probable del incidente, impacto de restos de caucho de la banda de rodamiento del tren principal durante el despegue desde Arequipa.[6]